# Abattez Django le premier
Pour plus de détails, voir Fiche technique et Distribution.
Abattez Django le premier (Uccidi Django... uccidi per primo!!!) est un western spaghetti italo-espagnol réalisé par Sergio Garrone, sorti en 1971.

## Synopsis
Burton, un banquier, s'appuie sur une bande de hors-la-loi pour prendre possession de toutes les mines de la région.

## Fiche technique
- Titre français : Abattez Django le premier
- Titre original italien : Uccidi Django... uccidi per primo!!!
- Genre : western spaghetti
- Réalisateur : Sergio Garrone
- Scénaristes : Ambrogio Molteni, Víctor Andrés Catena, Sergio Garrone
- Production : Sebastiano Cimino, pour Tusisa Fonexa Films, Walkiria Pictures
- Photographie : Francisco Sánchez
- Montage : Giuseppe Colangi, Gaby Peñalba
- Effets spéciaux : Paolo Ricci
- Musique : Elsio Mancuso
- Décors : Giulia Mafai, Josè Arguello
- Costumes : Giulia Mafai
- Maquillage : Angelo Roncaioli
- Format d'image : 2.35:1
- Pays :  Italie,  Espagne
- Année de sortie : 1971
- Durée : 83 minutes
- Distribution en Italie : Indipendenti regionali

## Distribution
- Giacomo Rossi Stuart (sous le pseudo de Jack Stuart) : Johnny McGill
- Aldo Sambrell : Manuel Santana/Anthony Burton
- Diana Lorys : Julie Preston
- George Wang : Lupe Martinez
- Krista Nell : Molly
- Lorenzo Robledo : Bill McGreen
- Mario Novelli : Skim
- Furio Meniconi : shérif
- Isarco Ravaioli : Doc
- Silvio Bagolini : Thomas Livingstone